# Aspius vorax
Aspius Borax es una especie de peces de la familia de los
Cyprinidae en el orden de los Cypriniformes.

## Reproducción
Es ovíparo.

## Hábitat
Es un pez de agua dulce y de clima subtropical.

## Distribución geográfica
Se encuentran en Asia:  cuencas de los ríos Tigris, Éufrates y Orontes.